# ZNF641
ZNF641 (англ. Zinc finger protein 641) – білок, який кодується однойменним геном, розташованим у людей на 12-й хромосомі. Довжина поліпептидного ланцюга білка становить 438 амінокислот, а молекулярна маса — 49 528.
| 10         |  | 20         |  | 30         |  | 40         |  | 50         |
| ---------- |  | ---------- |  | ---------- |  | ---------- |  | ---------- |
| MQAEDRSQFG |  | SAAEMLSEQT |  | AALGTGWESM |  | NVQLDGAEPQ |  | VERGSQEERP |
| WRTVPGPLEH |  | LCCDLEEEPQ |  | SLQEKAQSAP |  | WVPAIPQEGN |  | TGDWEMAAAL |
| LAAGSQGLVT |  | IKDVSLCFSQ |  | EEWRSLDPSQ |  | TDFYGEYVMQ |  | ENCGIVVSLR |
| FPIPKLDMLS |  | QLEGGEEQWV |  | PDPQDLEERD |  | ILRVTYTGDG |  | SEHEGDTPEL |
| EAEPPRMLSS |  | VSEDTVLWNP |  | EHDESWDSMP |  | SSSRGMLLGP |  | PFLQEDSFSN |
| LLCSTEMDSL |  | LRPHTCPQCG |  | KQFVWGSHLA |  | RHQQTHTGER |  | PYSCLKCEKT |
| FGRRHHLIRH |  | QKTHLHDKTS |  | RCSECGKNFR |  | CNSHLASHQR |  | VHAEGKSCKG |
| QEVGESPGTR |  | KRQRAPPVPK |  | CHVCTECGKS |  | FGRRHHLVRH |  | WLTHTGEKPF |
| QCPRCEKSFG |  | RKHHLDRHLL |  | THQGQSPRNS |  | WDRGTSVF   |  |            |

A: Аланін

C: Цистеїн

D: Аспарагінова кислота

E: Глутамінова кислота

F: Фенілаланін

G: Гліцин

H: Гістидин

I: Ізолейцин

K: Лізин

L: Лейцин

M: Метіонін

N: Аспарагін

P: Пролін

Q: Глутамін

R: Аргінін

S: Серин

T: Треонін

V: Валін

W: Триптофан

Кодований геном білок за функцією належить до фосфопротеїнів. 
Задіяний у таких біологічних процесах, як транскрипція, регуляція транскрипції, альтернативний сплайсинг. 
Білок має сайт для зв'язування з іонами металів, іоном цинку, ДНК. 
Локалізований у ядрі.